# نا هائه-ریونگ
نا هائه-ریونگ (به انگلیسی: Na Hae-ryung)(زاده ۱۱ نوامبر ۱۹۹۴) خواننده، بازیگر کره‌ای است.
او عضو گروه بستی است.